# Swedish Beach Tour 2021
Swedish Beach Tour 2021 var 2021 års upplaga av Swedish Beach Tour, en beachvolleybolltour i Sverige. Den genomfördes 29 maj till 29 augusti 2021. Tourfinal vanns på damsidan av Susanna och Kristina Thurin och på herrsidan av Martin Appelgren och Alexander Herrmann.
Turneringen i Visby utmärkte sig genom att Isabelle Haak, Sveriges genom tiderna mest framgångsrika volleybollspelare inomhus på damsidan, var med i det vinnande laget på damsidan medan Björn Berg, som deltog i OS 2000 och 2004 var med i det vinnande laget på herrsidan, 49 år gammal.

## Elittävlingar[1][2]
| Datum                     | Ort             | Nivå      | Vinnare                          | Vinnare                               |
| Datum                     | Ort             | Nivå      | Damer                            | Herrar                                |
| ------------------------- | --------------- | --------- | -------------------------------- | ------------------------------------- |
| 29-30 maj                 | Habo            | 4*        | Susanna Thurin / Kristina Thurin | Martin Appelgren / Alexander Herrmann |
| 4-6 juni                  | Västra Ämtervik | 4*        | Sara Malmström / Anna Rydenberg  | Linus Tholse / Jakob Tegenrot         |
| 12-13 juni                | Lund            | 4*        | Susanna Thurin / Kristina Thurin | Simon Bohman / Joel Andersson         |
| 18-20 juni                | Trollhättan     | 4*        | Fanny Åhman / Hanna Hellvig      | Anton Andersson / Stefan Andreasson   |
| 1-3 juli                  | Åhus            | 5*        | Fanny Åhman / Hanna Hellvig      | Linus Tholse och Jakob Tegenrot       |
| 10-11 juli                | Göteborg        | 5*        | Susanna Thurin / Kristina Thurin | Simon Bohman / Joel Andersson         |
| 17-18 juli                | Visby           | 4*        | Kristina Thurin / Isabelle Haak  | Björn Berg / Viktor Jonsson           |
| 24-25 juli                | Kalmar          | 4*        | Sara Malmström / Anna Rydenberg  | Jakob Molin / Simon Bohman            |
| 14-15 augusti (tourfinal) | Nyköping        | Tourfinal | Susanna Thurin / Kristina Thurin | Martin Appelgren / Alexander Herrmann |
| 27-29 augusti             | Umeå            | 4*        | Felicia Granberg / Klara Ribom   | Jakob Molin / Simon Bohman            |